# Cu iubirea de moșie/Cântec de oameni
Cu iubirea de moșie/Cântec de oameni este un disc single lansat de Valeriu Sterian în anul 1977, ce marchează debutul discografic al cantautorului român. Piesa care ocupă prima față a discului, „Cu iubirea de moșie”, compusă pe versurile poetului Ion Horea, reprezintă cântecul cu care tânărul Vali Sterian a intrat în Cenaclul Flacăra în 1973, atunci când a auzit poezia recitată de autorul ei la Casa de Cultură „Slătineanu” din București, primul loc de desfășurare a proaspăt înființatului cenaclu condus de Adrian Păunescu. Pe fața a doua se găsește „Cântec de oameni”, de asemenea o piesă cu versuri patriotice, de data aceasta autorul lor fiind însuși Sterian. Din punct de vedere muzical, cele două cântece au influențe country și rock, aducând astfel un sunet nou în folkul românesc șaptezecist. O amprentă puternică o are și Dan Andrei Aldea de la formația Sfinx, prezent la chitară electrică și sintetizator. Acest produs discografic face parte dintr-o serie de mai multe discuri EP și single editate de Electrecord pe parcursul anilor ’70 și intitulate generic Muzică folk. Pe acestea se regăsesc cantautori ca Mircea Vintilă, Marcela Saftiuc, Mircea Florian și Dan Chebac, toți activând în acea perioadă în Cenaclul Flacăra.

## Piese
1. Cu iubirea de moșie
2. Cântec de oameni

Muzică: Valeriu Sterian

Versuri: Ion Horea (1); Valeriu Sterian (2)

## Personal
- Valeriu Sterian – voce, chitară acustică
- Dan Andrei Aldea – chitară electrică (1, 2); sintetizator (1)
- Gabi Vulpe – bas
- Iulian Constantinescu – percuție

Înregistrări muzicale realizate în studioul „Tomis”, București.
Maestru de sunet: Theodor Negrescu. Redactor muzical: Iulia Maria Cristea.